# Elisabet Reslegård
Elisabet Reslegård, född 22 mars 1950 i Uppsala, är ordförande och projektledare för Föreningen Läsrörelsen. Hon har sedan 70-talet arbetat med kultur- och samhällsfrågor bland annat som kampanjledare för de landsomfattande folkbildningskampanjerna Dyslexikampanjen, Psyke kampanjen, Läsrörelsen och Lär för livet.

## Biografi
Elisabet Reslegård växte upp i Jämtland där hennes far var präst. Hon har studerat juridik, filmvetenskap och pedagogik. Efter att ha arbetat med Folkets Bio, Linje 3 inför folkomröstningen om kärnkraft och Kvinnokonstutställningen Vi arbetar för livet var Elisabet Reslegård informationschef för Kulturhuset i Stockholm i drygt 10 år. Under den tiden insåg hon att hennes son Max, född 1982, inte kunde lära sig att läsa. Detta ledde till att hon initierade Dyslexikampanjen 1996-1998, som hon också var kampanjledare för. Det i sin tur ledde till den landsomfattande Psyke kampanjen och sedan Läsrörelsen. I både Dyslexikampanjen och Läsrörelsen samarbetade hon med Bengt Westerberg som gick in som ordförande. Under några år arbetade hon även med stadsmissionerna i Stockholm och i Sverige. 
Under alla år har Elisabet Reslegård lett Läsrörelsens arbete. Sedan 2013 är hon arbetade ordförande och projektledare för Läsrörelsen. 
Elisabet Reslegård var också producent för utbildningsdepartementets konferens Kultur i skolan 1985. En konferens som utgjorde startskottet för dåvarande kultur- och skolminister Bengt Göranssons satsning på kultur i skolan. Hon var ledamot i den till Lärarnas Riksförbund knutna Utbildningsakademien 1997–2006 och är ledamot i Bild och Ord Akademin sedan 2005.

## Priser och utmärkelser
- 1998 - Årets Yrkeskvinna, utsedd av Yrkeskvinnors Riksförbund, för arbetet med Dyslexikampanjen.
- 2002 - Kunskapspriset, instiftat av Nationalencyklopedin, för arbetet med Läsrörelsen.
- 2002 - Årets Folkbildare, utsedd av tidningen Fönstret, för arbetet med dyslexi/läs- och skrivsvårigheter.
- 2003 - Ann-Marie Lunds Encyklopedipris, utdelat av Ord och Bild Akademien, för en mångsidig verksamhet i folkbildningens tjänst.
- 2015 - S:t Eriksmedaljen 2015, Stockholms stads utmärkelse till förtjänta stockholmare.
- 2015 - GYF:s branschpris – Stiftelsen Grafiska Yrkenas Främjande – för arbetet med Läsrörelsen.
- 2023 - Gulliverpriset[1]
- 2024 - Ingvar Lundberg-priset[2]